# Salepo

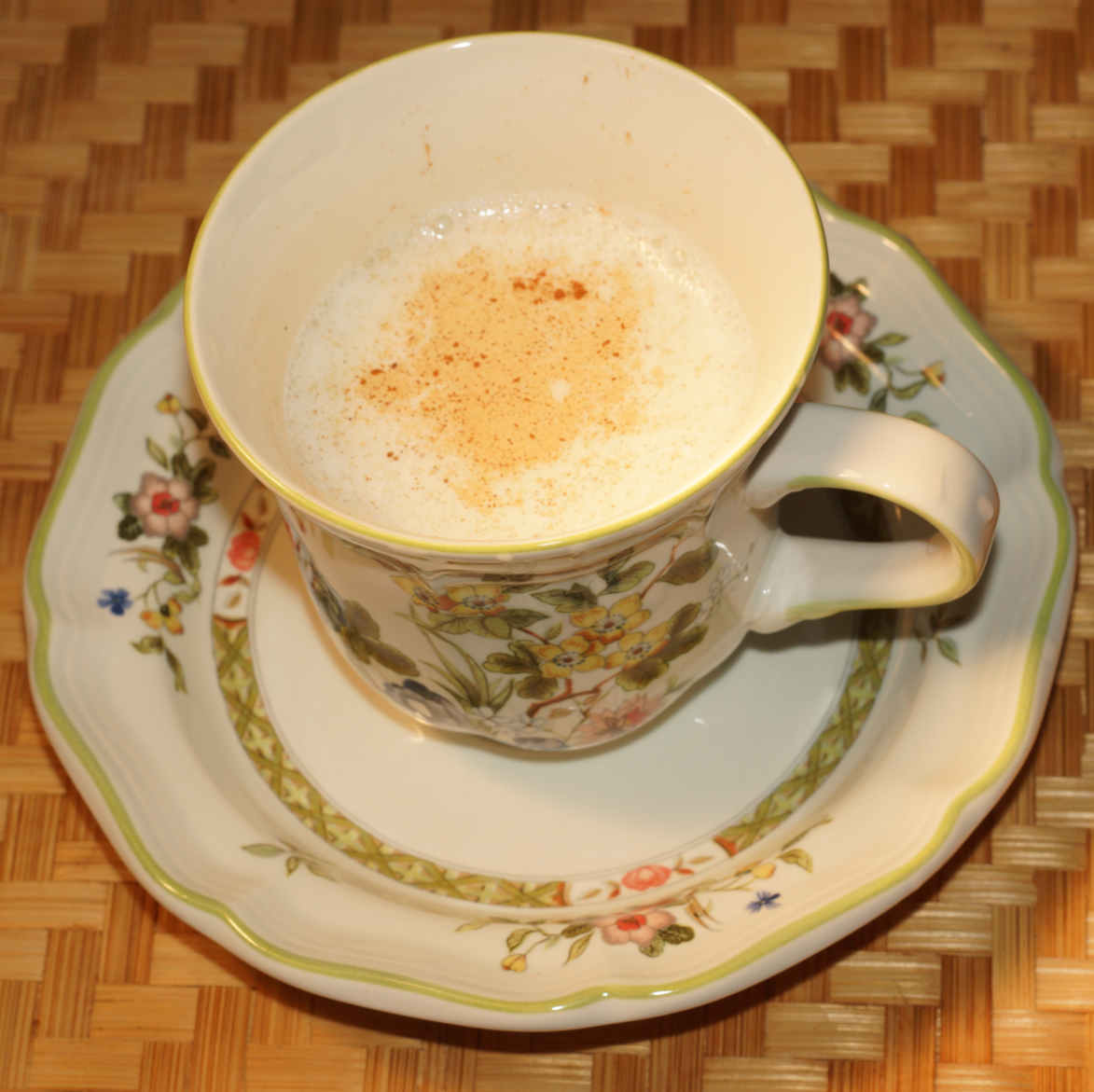
Bebida feita à base de Salepo em uma xícara.

Salepo é uma espécie de farinha obtida dos tubérculos de várias espécies de orquídeas endémicas das montanhas do sueste da Turquia.  É tradicionalmente usada na manufatura de várias espécies de gelado, conhecido na Turquia como dondurma, assim como duma bebida quente que é conhecida pelo mesmo nome do produto. O composto químico que confere propriedades especiais a este produto é a glucomanana, um polissacárido usado com emulsificante e espessante alimentar, que muitas pessoas acreditam ter propriedades medicinais. 
Com o crescimento populacional e do turismo, aumentou a procura de salepo, o que aparentemente está a colocar em risco as populações de algumas espécies de orquídeas. Para obter um quilo de salepo são necessárias cerca de 1000 orquídeas, que levam 7-8 anos a crescer, o que levou o governo turco a proíbir a exportação deste produto; no entanto, são produzidos sucedâneos industriais que podem ser exportados. 
No entanto, o salepo natural continua a ser usado na Turquia para o fabrico de gelados e da bebida quente, que é servida não só em estabelecimentos especializados, as casas de salepo mas em praticamente qualquer pastelaria.  Um único fabricante familiar de gelados utiliza cerca de três toneladas de salepo por ano, para as quais são necessárias cerca de doze milhões de plantas, o que demonstra a dimensão desta indústria. 